# コスプレ天国
『コスプレ天国』（コスプレてんごく）とは、日本物産が1995年から2003年まで販売していたアーケード用ゲームのタイトル。ゲームに使用されたビデオ・女優などはアストロシステムジャパン（現：日本メディアサプライ）とEICの協力を受けていた。

## 概要
日本物産がコスプレの流行に注目し、自社のスーパーCDシリーズに「コスプレ天国」と銘打って2003年まで続けられたタイトル。本作のコスプレ映像は「ナース」「オフィスレディー」「浴衣」などであった。

## シリーズ一覧
- 花札麻雀コスプレ天国（1995年12月）：シリーズ第一作。日本物産がリリースしたCDを使用した「スーパーCDシリーズ」の一部に含まれていた。全部で8人の女優が登場し、花札と麻雀を選んで遊べた。協力はアストロシステムジャパンとAVジャパン。
- 花札麻雀コスプレ天国2（1996年）：シリーズ第二作。
- 花札麻雀コスプレ天国3（1996年）：シリーズ第三作。
- 花札麻雀コスプレ天国4（1997年）：シリーズ第四作。
- 花札麻雀コスプレ天国5（1998年）：シリーズ第五作。
- 花札麻雀コスプレ天国6（1999年）：シリーズ第六作。
- 花札麻雀コスプレ天国7（2000年）：シリーズ第七作。本作は背景を学校に変え、全ての女優が女子高生のコスプレをしていた。
- 花札麻雀コスプレ天国8（2001年）：シリーズ第八作。
- 花札麻雀コスプレ天国MAX（2003年）：シリーズ最終作。

## 関連の作品
- 麻雀わくわくキャッチャー（1993年7月）：日本物産から開発・販売したアーケード用のゲーム。この作品と同じく、コスプレをする内容があった。
- スキャンダル麻雀（1989年3月）：当社の作品。四人の女性キャラクターから一人を選び、「ナース」「お嬢さん」「オフィスレディ」「美容室」のコスプレをした女性と共に麻雀で遊べた。

## その外に
- 「花札麻雀コスプレ天国7」はBETモードの対応がされている。レートを上げることでさらに多くの女優のコスプレを見ることができた。